# 葵涌火葬場
葵涌火葬場（英語：Kwai Chung Crematorium），是一個位於香港新界葵涌永孝街11-13號的火葬場，由食物環境衞生署管理，於1979年投入使用，設有四個火化爐、兩個禮堂、輔助設施以及辦事處等等。現有火化爐於2003年曾進行重置，每年可提供7000節火化時段。
2022年9月，葵涌火葬場增設流產胎火化設施「永愛堂」。「永愛堂」以「不走回頭路」作為理念進行設計，死者家屬需在小禮堂完成悼念儀式，將存放流產胎的紙盒放在小型祭台上，並交由署方人員火化。儀式結束後，家屬需由禮堂另一出口沿水池前往紀念花園，全程以單一方向行走。現時亦設有掛架，讓家屬寫上帶有心聲的字條。截至2023年2月，食環署共接獲37宗火化服務申請，並已處理來自醫院過百批次未獲領回的流產胎。

## 重建
由於現時葵涌火葬場現有的四個火化爐已經使用超過20年，設施老化，故此政府計劃斥資5億進行重建工程，面積達3646平方米。內容包括拆除現有的四個火化爐，興建4個新火化爐，4個新火化爐將改以煤氣作為燃料，並加設更先進的廢氣淨化裝置，同時實時監察運作及廢氣排放。改裝2個禮堂及其外部範圍，包括外牆立面和遮雨篷，並在火葬場主樓西北面附近的空地增建一橦附屬樓宇，佔地150平方米，高兩層，作為機房、保養維修以及裝備儲存等用途，目標在2027年年底完工。工程期間，葵涌火葬場將完全停用，但靈灰安置所、紀念花園、流產胎火化設施等服務將維持正常。
2024年8月14日起，葵涌火葬場暫停提供火化服務。場地關閉期間，食物環境衞生署將在歌連臣角火葬場、和合石火葬場及富山火葬場增加額外的火化時段以應付需求。